# Почесні громадяни (стан)
Почесні громадяни (рос. почётные граждане) — один із привілейованих міських станів у Російській імперії.

## Історія
Попередником почесного громадянства був стан «іменитих громадян», виділений зі складу міщанства у 1785 році. Вони мали певні привілеї: були звільнені від тілесного покарання; їм дозволялося мати сади та заміські двори, володіти підприємствами та морським і річковим транспортом.
У 1807 році для купців звання іменитих громадян було скасоване. Ті з купців, які не могли бути зарахованими до певної гільдії, приписувалися до нижчих станів, міщан та селян, і втрачали привілеї. Вони підлягали рекрутській повинності, мали платити подушний податок та могли отримувати тілесні покарання. Ненормальність такого стану речей спонукала міністра фінансів Є. Ф. Канкріна ще в 1827 увійти з пропозицією про встановлення особливого почесного громадянства, що й було здійснене маніфестом 1832 року.

## Особливості
Існувало два типи почесного громадянства: особисте, що поширювалося тільки на дану особу та його дружину, і спадкове, що належало і всім нащадкам. 
І особисте і спадкове почесне громадянство отримувалося:
- за правом народження або усиновлення;
- шляхом прохання про причислення до почесного громадянства;
- шляхом зарахування за особливими поданнями відповідних міністрів.

Почесні громадяни були звільнені від тілесних покарань, рекрутської повинності та подушних податків а також мали право обиратися на міські громадські посади.